# Myanmar op de Olympische Zomerspelen 2000
Myanmar, eerder Birma genoemd, nam deel aan de Olympische Zomerspelen 2000 in Sydney in de Australië. Er deden twee mannelijke en vijf vrouwelijke atleten mee die geen medaille wisten te winnen, hoewel Win Kay Thi bij het gewichtheffen met een vierde plaats er heel dicht was. Het was de dertiende Birmaanse deelname.

## Deelnemers en resultaten
(m) = mannen, (v) = vrouwen 

### Atletiek
| Olympiër        | Discipline      | Resultaat | Prestatie                 |
| --------------- | --------------- | --------- | ------------------------- |
| Maung Maung Nke | 5000m (m)       | 36e       | serie 2: 19de in 15.12,93 |
|                 |                 |           |                           |
| T Cherry        | 400m horden (m) | 30e       | serie 2: 7de in 1.00,81   |

### Boogschieten
| Olympiër    | Discipline      | Resultaat | Prestatie                                                                |
| ----------- | --------------- | --------- | ------------------------------------------------------------------------ |
| Win Thi Thi | individueel (v) | 62e       | plaatsingsronde: 62ste met 567 punten 1ste ronde: V van KOR Kim: 134-167 |

### Gewichtheffen
| Olympiër     | Discipline | Resultaat | Prestatie                                                 |
| ------------ | ---------- | --------- | --------------------------------------------------------- |
| Win Kay Thi  | -48kg (v)  | 4e        | trekken: 4de met 80kg stoten: 3de met 100kg totaal: 180kg |
| Win Swe Swe  | -53kg (v)  | 5e        | trekken: 5de met 85kg stoten: 5de met 110kg totaal: 195kg |
| Khin Moe Nwe | -58kg (v)  | 6e        | trekken: 5de met 90kg stoten: 7de met 110kg totaal: 200kg |

### Zwemmen
| Olympiër       | Discipline         | Resultaat | Prestatie              |
| -------------- | ------------------ | --------- | ---------------------- |
| Moe Thung Aung | 50m vrije slag (v) | 38e       | serie 1: 1ste in 26,80 |

Albanië · Algerije · Amerikaanse Maagdeneilanden · Amerikaans-Samoa · Andorra · Angola · Antigua en Barbuda · Argentinië · Armenië · Aruba · Australië · Azerbeidzjan · Bahama's · Bahrein · Bangladesh · Barbados · België · Belize · Benin · Bermuda · Bhutan · Bolivia · Bosnië en Herzegovina · Botswana · Brazilië · Britse Maagdeneilanden · Brunei · Bulgarije · Burkina Faso · Burundi · Cambodja · Canada · Centraal-Afrikaanse Republiek · Chili · China · Chinees Taipei · Colombia · Comoren · Congo-Brazzaville · Congo-Kinshasa · Cookeilanden · Costa Rica · Cuba · Cyprus · Denemarken · Djibouti · Dominica · Dominicaanse Republiek · Duitsland · Ecuador · Egypte · El Salvador · Equatoriaal-Guinea · Eritrea · Estland · Ethiopië · Fiji · Filipijnen · Finland · Frankrijk · Gabon · Gambia · Georgië · Ghana · Grenada · Griekenland · Groot-Brittannië · Guam · Guatemala · Guinee · Guinee‑Bissau · Guyana · Haïti · Honduras · Hongarije · Hongkong · Ierland · IJsland · India · Indonesië · Irak · Iran · Israël · Italië · Ivoorkust · Jamaica · Japan · Jemen · Joegoslavië · Jordanië · Kaaimaneilanden · Kaapverdië · Kameroen · Kazachstan · Kenia · Kirgizië · Koeweit · Kroatië · Laos · Lesotho · Letland · Libanon · Liberia · Libië · Liechtenstein · Litouwen · Luxemburg · Macedonië · Madagaskar · Malawi · Malediven · Maleisië · Mali · Malta · Marokko · Mauritanië · Mauritius · Mexico · Micronesië · Moldavië · Monaco · Mongolië · Mozambique · Myanmar · Namibië · Nauru · Nederland · Nederlandse Antillen · Nepal · Nicaragua · Nieuw-Zeeland · Niger · Nigeria · Noord-Korea · Noorwegen · Oeganda · Oekraïne · Oezbekistan · Oman · Oostenrijk · Pakistan · Palau · Palestina · Panama · Papoea-Nieuw-Guinea · Paraguay · Peru · Polen · Portugal · Puerto Rico · Qatar · Roemenië · Rusland · Rwanda · Saint Kitts en Nevis · Saint Lucia · Saint Vincent en Grenadines · Salomonseilanden · Samoa · San Marino ·  Sao Tomé en Principe · Saoedi-Arabië · Senegal · Seychellen · Sierra Leone · Singapore · Slovenië · Slowakije · Soedan · Somalië · Spanje · Sri Lanka · Suriname · Swaziland · Syrië · Tadzjikistan · Tanzania · Thailand · Togo · Tonga · Trinidad en Tobago · Tsjaad · Tsjechië · Tunesië · Turkije · Turkmenistan · Uruguay · Vanuatu · Venezuela · Verenigde Arabische Emiraten · Verenigde Staten · Vietnam · Wit-Rusland · Zambia · Zimbabwe · Zuid-Afrika · Zuid-Korea · Zweden · Zwitserland · Individuele olympische atleten